# 居皮河畔莫沃赞
居皮河畔莫沃赞（法語：Mauvezin-sur-Gupie，法語發音：[mov(ə)zɛ̃ syʁ ɡypi]）是法国洛特-加龙省的一个市镇，属于马尔芒德区。

## 地理
居皮河畔莫沃赞（44°33'21"N, 0°9'56"E）面积15.8 平方千米，位于法国新阿基坦大区洛特-加龍省，该省份为法国西南部内陆省份，北起多爾多涅省，西接吉倫特省和朗德省，南至热尔省，东临塔恩-加龙省和洛特省。
与居皮河畔莫沃赞接壤的市镇（或旧市镇、城区）包括：科邦-圣索沃尔、博皮、马尔芒德、居皮河畔卡斯泰尔诺、埃斯卡斯福尔、圣阿维。

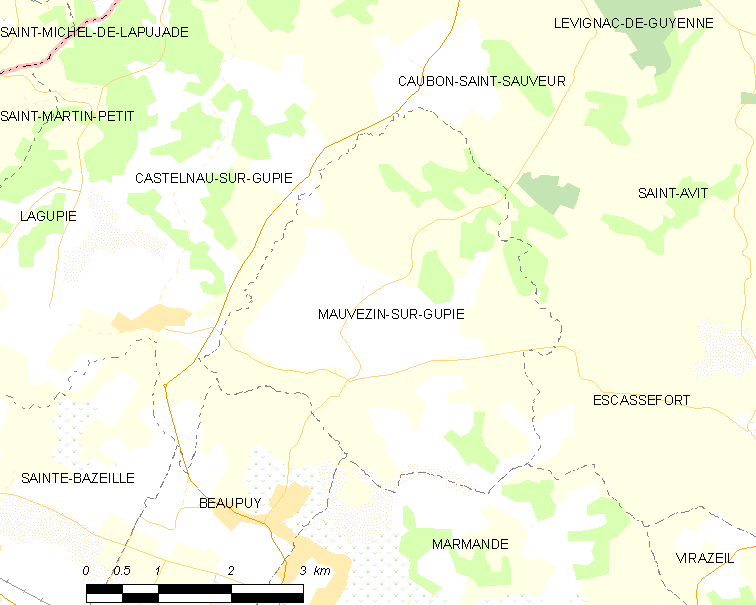
居皮河畔莫沃赞的OSM定位图

居皮河畔莫沃赞的时区为UTC+01:00、UTC+02:00（夏令时）。

## 行政
居皮河畔莫沃赞的邮政编码为47200，INSEE市镇编码为47163。

## 政治
居皮河畔莫沃赞所属的省级选区为吉耶讷山丘县。

## 人口

1962-2008年间居皮河畔莫沃赞人口变化图示

居皮河畔莫沃赞于2022年1月1日时的人口数量为611人。